# (8818) Hermannbondi
(8818) Hermannbondi est un astéroïde de la ceinture principale.

## Description
(8818) Hermannbondi est un astéroïde de la ceinture principale. Il fut découvert le 5 septembre 1985 à La Silla par Henri Debehogne. Il présente une orbite caractérisée par un demi-grand axe de 2,79 UA, une excentricité de 0,08 et une inclinaison de 1,8° par rapport à l'écliptique.

## Compléments